# 엘다르 가스모프
엘다르 패르비즈오글루 가스모프(아제르바이잔어: Eldar Pərviz oğlu Qasımov, 1989년 6월 4일~)는 아제르바이잔의 가수이다. 유로비전 송 콘테스트 2011에 니가르 자말과 함께 아제르바이잔 대표로 우승을 차지했다.